# Einschienenbahn Shenzhen
Die Einschienenbahn Shenzhen, auch Shenzhen Monorail (chinesisch 深圳雲軌, Pinyin Shēnzhèn yún guǐ) oder meist Happy Line (chinesisch 欢乐干线, Pinyin Huānlè gànxiàn) genannt, ist eine nach dem ALWeG-System von der Firma Intamin gebaute Sattelbahn in der chinesischen Stadt Shenzhen. Die Bahn wurde im Februar 1999 in Betrieb genommen. Sie hat 3,9 Kilometer Streckenlänge zuzüglich rund 500 Meter Betriebsgleis und bedient auf einer Ringstrecke im Stadtbezirk Nanshan 7 Haltestellen. Seit einem Unfall am 1. November 2018 ist sie stillgelegt.

## Geschichte
Der Bau der Happy Line begann im Jahr 1997. Da die Strecke aus vorgefertigten Fahrwegbalken aufgebaut wurde, dauerte der gesamte Bau nur 14 Monate. Die Linie wurde am 16. Februar 1999 in Betrieb genommen. Ursprünglich war geplant, den lokalen Verkehrsbedarf im Gebiet der „Overseas Chinese Town“ (OCT) zu decken, tatsächlich wurde die Einschienenbahn jedoch hauptsächlich von Touristen genutzt.

## Strecke
Die Einschienenbahn erschließt auf durchgängig eingleisiger und aufgeständerter Ringstrecke das Areal der OCT, welches sich gegenüber dem Window of the World im Stadtbezirk Nanshan befindet. An der Station Window of the World befindet sich der Eingang zum Freizeitpark und eine Umsteigemöglichkeit in die parkeigene Monorail. Von dort führt die Strecke entlang des Shennan Boulevard südostwärts, biegt an der Haltestelle Orientalischer Garten nach Süden in das „Splendid China Folk Village“ mit zwei Stationen ab, wendet sich nach Norden, überquert den Boulevard und erreicht an der Haltestelle Huaxia-Kunstzentrum die OCT. Weiter geht es nordwestwärts am Zugdepot und Betriebswerk vorbei zur Station Zauberschloss, danach gen Westen zum Haltepunkt Happy Valley und letztlich wieder über den Boulevard zurück zum Startpunkt.

### Verworfene Planungen
Um den „Shenzhen Bay Coastal Ecological Landscape Belt“ zu bauen, kamen im Jahr 2008 Überlegungen auf, die Happy Line nach Süden zu verlängern. Umgesetzt wurde dieses Vorhaben jedoch nicht.

## Fahrzeuge
Die Happy Line setzt elektrische Triebwagen der Baureihe Intamin P8/24 ein, wobei eine Zuggarnitur aus zwei End- und einem Mittelwagen besteht, insgesamt 10 Meter lang ist und Platz bietet für 24 Passagiere. Ein Zug wird von vier Fahrmotoren mit jeweils 15 Kilowatt Leistung angetrieben, womit eine Höchstgeschwindigkeit von 40 km/h möglich ist. Insgesamt besteht die Fahrzeugflotte aus fünf Zügen, die in der Regel alle gleichzeitig im Einsatz waren.

## Technik
Die Triebwagen der Einschienenbahn fahren auf 500 Millimeter breiten und 700 Millimeter hohen, jeweils 15 Meter langen Fahrwegbalken und werden mit 380 Volt/50 Hertz Wechselspannung betrieben.

## Betrieb
Die Happy Line fuhr zuletzt werktags von 9:30 bis 18:30 Uhr sowie am Wochenende und feiertags von 9 bis 19 Uhr. Die Reisegeschwindigkeit betrug dabei 20 km/h, sodass für einen kompletten Umlauf rund 25 Minuten Fahrzeit anfielen. Eine Rundfahrt kostete für einen Erwachsenen zuletzt 50 CNY, umgerechnet 6,30 Euro (Wechselkurs Nov. 2018).
Betreibergesellschaft ist die „Shenzhen Overseas Chinese Town Happy Valley Travel Company“ (深圳华侨城欢乐谷旅游公司).